# Canthotrypes
Canthotrypes là một chi bọ cánh cứng thuộc họ Scarabaeidae.